# 박영아 (강사)
박영아는 엠베스트의 영어 강사이다.  엠베스트 초기부터 있는 구성원으로, 개설 이후 현재까지 계속 1위를 유지하고 있다. 엠베스트가 만들어지고 순위가 변동되지 않은 유일한 인물(강사가 1명만 있는 기타 과목 제외). 중등부 인터넷강의 사이트 전체, 모든 과목 강사 통틀어서 가장 긴 시간 동안 1위를 유지하고 있다.
좋은 발음, 똑부러지는 말소리와 카리스마의 병행으로 듣기 좋다는 평이 많다. 중등 온라인 전체 영어과 대표 강사이며, 최장기간 1타강사이기도 하다. 심지어 수강생  범위가 초3~고등이다.